# Методіос Антракітіс
Методіос Антракітіс (грец. Μεθόδιος Ανθρακίτης, 1660, Камінія, Загорі — 1736, Яніна) — грецький теолог, науковець, священик, діяч Новогрецького Просвітництва, директор Школи Маруціос в Яніні.

## Біографічні відомості
Методіос Антракітіс народився в селі Камінія в регіоні Загорі, Епір. Навчався у школі Гіуміоса в Яніні у Георгіоса Сугдуріса. Ставши священиком, він виїхав до Венеції 1697 року, де вивчав філософію і математику (геометрію, тригонометрію, астрономію і фізику). Його перебування у Венеції тривало до 1708 року, впродовж цих років він був священиком у Церкві Сан-Джорджо дей Гречі. Він повернувся до Греції, щоб стати першим директором Ієроспудастеріону — нової школи, заснованої в Касторії благодійником фанаріотом Георгіосом Касторіотісом. Тут Антракітіс викладав сучасну європейську філософію і математику.
У своїй книзі «Шлях математики», пізніше відредагована і видана його учнем Баланосом Васілопулосом, Антракітіс посилався на геліоцентричну модель Миколая Коперника, хоча сам підтримував геоцентричну систему. Його вчення на той час було незвичним і викликало підозри Церкви у безбожжі. Антракітіс був вимушений подати у відставку 1718 році і переїхати до Сіатісти, що також в Македонії, де викладав впродовж ще двох років. Він повернувся в Касторії і 1723 року постав перед Іосафом, єпископом Охридським, щоб захистити свою християнську віру. Після цієї подорожі повернувся до Яніни, де став директором школи Гіуміоса.
23 серпня 1723 року Константинопольський Патріархат офіційно звинуватив його в єресі, як «картезіаніста» і піддав осуду його вчення. Антарікіса позбавили усіх духовних санів, науковці Яніни намагались опротестувати це рішення у Паїсія, єпископа Паїсія Нікополіса. Згодом Антракітіс відправився до Константинополя, де публічно спалив свої рукописи після того, як виступив на захист своїх поглядів у Православному Синоді. Його відновили в сані, але заборонили викладати що-небудь окрім прийнятого богословською доктриною. 1725 року він став директором Школи Благовіщення в Яніні. Імовірно, залишався на цій посаді до самої смерті 1736 року.

## Основні праці
- Επίσκεψις Πνευματική, 1707
- Βοσκός λογικών προβάτων, 1708,

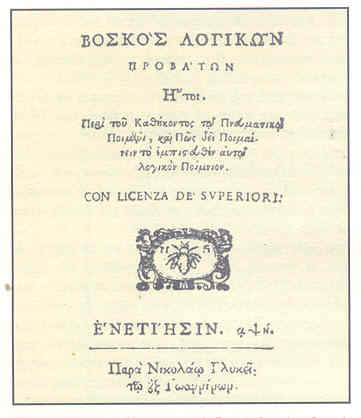
«Βοσκός λογικών προβάτων» (Пастир логічних овець), видання 1708 року, Венеція

- Θεωρίαι χριστιανικαί και ψυχοφελείς νουθεσίαι, 1708
- Οδός Μαθηματική , 1749
- Λογική ελάττων, 1953
- Εισαγωγή της Λογικής, (рукопис)
- Λόγος εις τον προφήτην Ηλίαν, (рукопис)